# Antanas Matulas

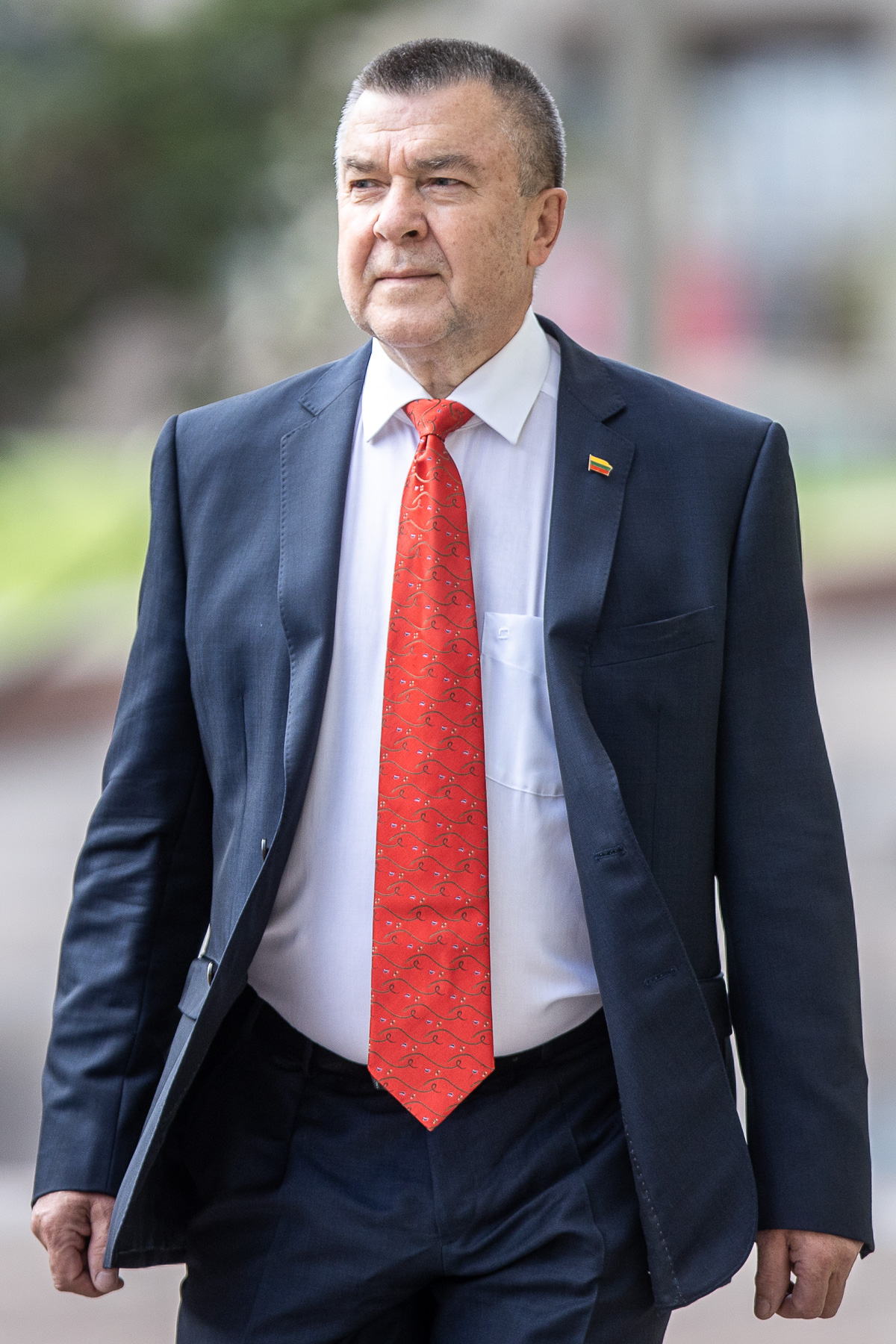
Antanas Matulas, 2023

Antanas Matulas (* 1. Juli 1956 in Pernarava, Rajongemeinde Kėdainiai) ist ein litauischer konservativer Politiker.

## Leben
Nach dem Abitur 1974 an der Mittelschule absolvierte Matulas 1979 das Studium an der Medizinschule Panevėžys. Von 1975 bis 1977 leistete er den Sowjetarmeedienst. 1987 absolvierte er ein Studium mit Auszeichnung am Kauno medicinos institutas und arbeitete ab 1979 im Krankenhaus Pasvalys.
Von 1991 bis 1995 war er Vorsitzender des Deputatenrats der Rajongemeinde Pasvalys. Ab 1996 war er und seit 2004 ist er Mitglied im Seimas, Mitglied des Gesundheitsausschusses (seit  2012 stellv. Vorsitzender). Von 2000 bis 2004 war er leitender Arzt in Pasvalys.
Seit 1994 ist Matulas Mitglied von Tėvynės Sąjunga – Lietuvos krikščionys demokratai.
Matulas ist verheiratet und hat drei Söhne.